# Наливайкова криниця
Наливайкова криниця — гідрологічна пам'ятка природи місцевого значення. Об'єкт розташований на території Звенигородського району Черкаської області, село Нова Буда.
Площа — 0,01 га, статус отриманий у 2000 році.
Охороняється криниця з цілющою водою в місцях перебування Северина Наливайка.